# Balderik van Loon

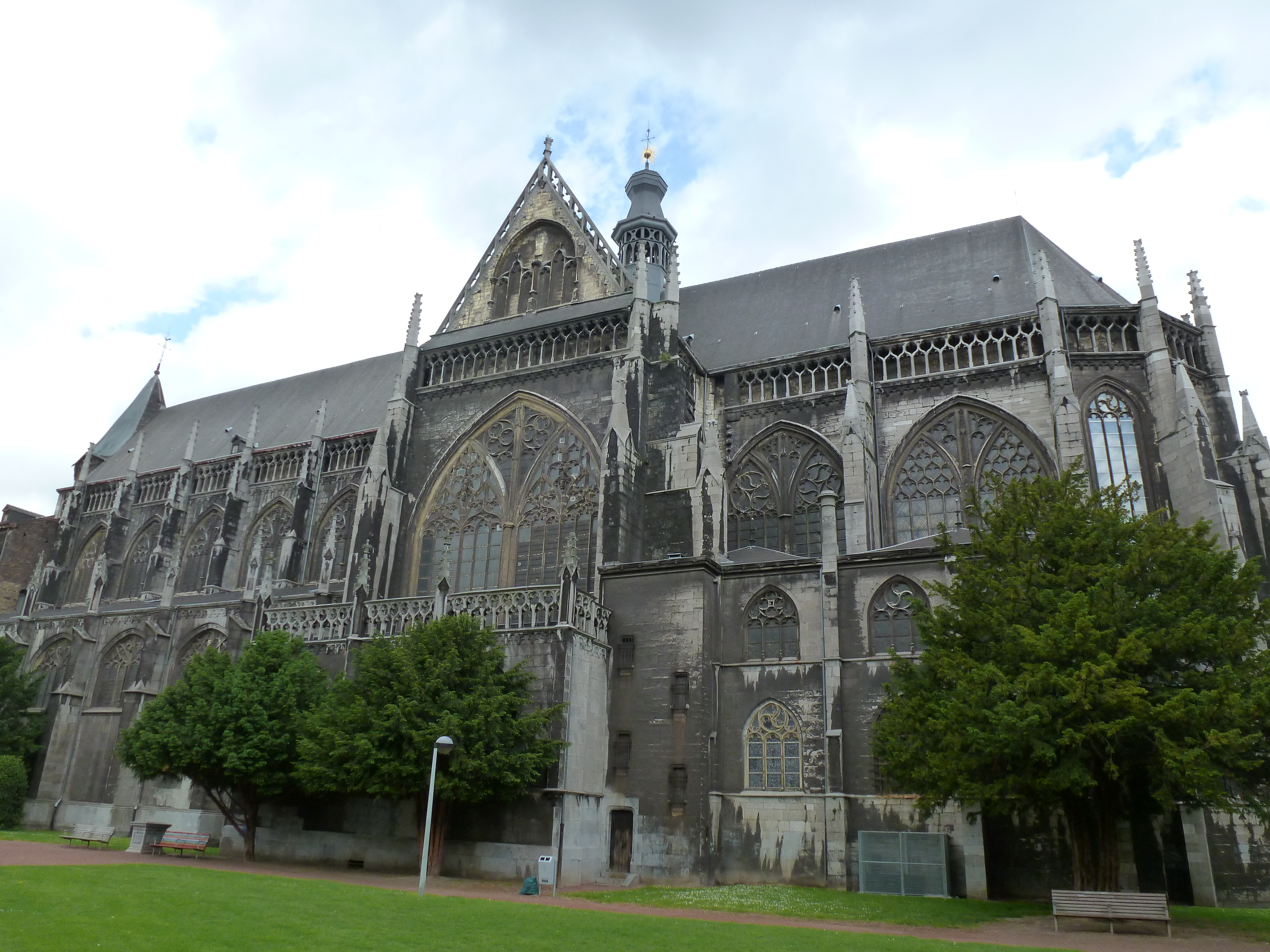
De St.-Jacobskerk (2012)

Balderik van Loon of Balderik II van Luik (gestorven te Heerewaarden vóór 29 juli 1018) was vanaf 1008 de negentiende bisschop van het bisdom Luik en de tweede prins-bisschop van het prinsbisdom Luik.

## Biografie

### Afstamming
Balderik is een broer van de Haspengouwse graven Giselbert van Loon en Arnulf van Haspinga. Hij is ook verwant aan markgraaf Arnulf van Valencijn. Het blijft onduidelijk of de broers afstammen van Rudolf I, graaf in de Maasgouw en de Haspengouw tot aan zijn verbanning in 958. Een dergelijke afstamming is voorgesteld door Léon Vanderkindere en Jean Baerten.
Volgens de 14e-eeuwse "Kroniek van Sint-Truiden" is hun vader ene Otto comes de Los en hun moeder ene Lutgard. Lutgard zou een dochter van Ermgard zijn, zelf een dochter van hertog Otto II en de echtgenote van een graaf van Namen. Tijdrekenkundig gezien is het echter onmogelijk dat Balderik een achterkleinzoon van hertog Otto is.

### Loopbaan
Balderik wordt hofkapelaan van de keizers Otto III en Hendrik II. In 1008 benoemt deze laatste hem tot prins-bisschop van Luik, als opvolger van Notger. In 1012 schenkt Gerard I van Kamerijk hem de abdij van Florennes. In de jaren 1015-1016 doet Balderik zelf een kerkelijke stichting: de Sint-Jacobsabdij in Luik. Hij duidt zijn broer Giselbert aan als voogd van deze abdij. Blijkens de eigentijdse hagiografie Vita Balderici Leodiensis doet hij een aanbeveling opdat het bezit van de abdij vererft naar Arnulf van Valencijn.
In 987 werd het graafschap Bruningerode aan het prinsbisdom geschonken. Het prinsbisdom deelt hierdoor een grens met de ambitieuze graaf Lambert I van Leuven, die in 1012 de benoeming van Godfried de Kinderloze tot hertog aanvecht. Om Bruningerode veilig te stellen bouwt Balderik een burcht te Hoegaarden. De oprichting van een versterking nabij de grens vormt voor Lambert de aanleiding om Balderik aan te vallen. Hij verslaat hem (1013) en bezet heel Bruningerode. Luik erkent de nieuwe toestand pas in de 13e eeuw, en krijgt enkel Hoegaarden en Bevekom terug. Later neemt Balderik deel aan de veldtocht van Godfried tegen Lambert, waarbij deze laatste sneuvelt tijdens de Slag bij Florennes (1015).
Hierna volgt Balderik de hertog ook naar Holland (1018). Balderik zal de fatale afloop hiervan (de Slag bij Vlaardingen op 29 juli) niet meemaken; op de heenweg valt hij ziek en ter hoogte van Heerewaarden overlijdt hij. Zijn lichaam wordt naar Luik gebracht en begraven in de kerk van de door hem gestichte abdij. In 1040 schenkt Arnulf zijn Haspinga aan het prinsbisdom, mogelijk in navolging van een oud verzoek van zijn broer.

## Balderik en Maastricht
Balderik zegende aan het einde van de 10e eeuw de crypte van de Onze-Lieve-Vrouwekerk te Maastricht in, die echter kort daarna instortte en opnieuw opgebouwd moest worden. Het westwerk van de huidige kerk dateert vermoedelijk nog uit deze periode.